# Liceo ginnasio statale Siotto Pintor
Il liceo ginnasio statale "Giovanni Siotto Pintor" è una tra le più antiche scuole superiori della città di Cagliari e della Sardegna.

## Storia
Nasce nel XVII secolo a Cagliari all'interno dalle scuole degli Scolopi. Durante il risorgimento il liceo diventa ginnasio comunale San Giuseppe e poi Secondo Regio Ginnasio, dopo il "Dettori". Inizialmente, è costituito da un corso inferiore di tre anni e da uno superiore di due anni corrispondenti alle attuali IV e V ginnasio, mentre per il liceo si è costretti a frequentare il "Dettori".
Nel 1895 il Consiglio municipale di Cagliari delibera che il ginnasio venga intitolato a Giovanni Siotto Pintor.
Dal 4 al 13 ottobre 2013 la scuola rappresenta l'Italia durante la 74ª Sessione Internazionale del Parlamento Europeo Giovani a Tbilisi.

## L'istituto

### Sede centrale
Inaugurata nel 1968, la sede attuale è dislocata tra viale Trento e via Rovereto ed è stata progettata da Ubaldo Badas. Pensata come un edificio moderno e funzionale, con grandi finestre esposte a ovest (per impedire, nelle normali lezioni mattutine, la luce diretta del sole), si caratterizza per la particolare pianta irregolare, dovuta in parte anche alla natura collinare del luogo, ancor più particolare se vista dall'alto.

### Preesistenze archeologiche
Il "Siotto" sorge a ridosso della necropoli punica di Tuvixeddu e all'interno del liceo sono presenti numerose tracce di età punica e romana, come numerose cisterne e tombe.